# Sede titolare di Nachingwea
Nachingwea (in latino: Nachingveaensis) è una sede vescovile titolare della Chiesa cattolica.

## Storia
Il titolo Nachingveaensis fa riferimento alla città di Nachingwea in Tanzania, che dal 1963 al 1986 fu sede degli attuali vescovi di Lindi.
Dal 2009 Nachingwea è una sede vescovile titolare della Chiesa cattolica; dal 16 luglio 2022 il vescovo titolare è Masilo John Selemela, vescovo ausiliare di Pretoria.

## Cronotassi dei vescovi titolari
- Benjamin S. Phiri (15 gennaio 2011 - 3 luglio 2020 nominato vescovo di Ndola)
- Masilo John Selemela, dal 16 luglio 2022